# Bahnhof Osnabrück-Eversburg
Der Bahnhof Osnabrück-Eversburg ist ein Bahnhof ohne Personenverkehr in der niedersächsischen Stadt Osnabrück. Er ist als Keilbahnhof an der Trennung der Bahnstrecke Oldenburg–Osnabrück von der Bahnstrecke Löhne–Rheine angelegt. Außerdem beginnen am Bahnhof Eversburg die Tecklenburger Nordbahn und die Zechenbahn des ehemaligen Bergwerks Piesberg. Das Gebäude des Bahnhofs ist ein Baudenkmal.

## Geschichte
Die Bahnstrecke Osnabrück–Rheine wurde 1856 in Betrieb genommen. 
Schon vor dem Bau des Bahnhofs und der Bahnstrecke nach Oldenburg bestand seit 1857 das Gleis der Piesberger Zechenbahn zum Hasestollen.
Mit der Eröffnung der Bahnstrecke nach Oldenburg 1876 war hier ein Personenhalt an der Bahnstrecke zwischen Oldenburg und Osnabrück angelegt, Züge auf der schon bestehenden Strecke zwischen Osnabrück und Rheine fuhren ohne Halt durch. Da der Bahnhof auch die Grenze der Großherzoglichen Oldenburgische Staatseisenbahn mit der Preußischen Staatseisenbahn abbildete, wurden hier Güterwagen ausgetauscht.
Am 24. Oktober 1903 wurde die Schmalspurbahn Kleinbahn Piesberg–Rheine eröffnet.
Das bestehende Gebäude des Bahnhofs wurde 1906 neben dem ersten Bahnhofsgebäude errichtet. 
Am 30. März 1935 wurde die Kleinbahn nach Rheine auf Normalspur umgespurt. Der Name der Bahn wechselte von Kleinbahn Piesberg–Rheine zum heute noch gebräuchlichen Namen der Bahnstrecke: Tecklenburger Nordbahn. Die Tecklenburger Nordbahn besteht aber nicht mehr als Gesellschaft, sie ging 1980 im Regionalverkehr Münsterland auf. Personenzüge der Kleinbahn endeten nun nicht mehr hier, sondern konnten bis zum Hauptbahnhof verkehren.
Ab 1942 wurde an der Bahnstrecke Löhne–Rheine ein Halt am Bahnhof Eversburg eingerichtet. Nun hielten nach über 60 Jahren des Bestehens des Bahnhofs erstmals auch Personenzüge dieser Bahnstrecke am Bahnhof.

### Schrittweise Einstellung des Personenverkehrs
Mit der Einstellung des Personenverkehrs auf der Tecklenburger Nordbahn zwischen Mettingen und Osnabrück am 25. September 1965 endete auch die Bedienung des Bahnhofs durch diese Bahnstrecke im Personenverkehr. Der Halt der Personenzüge an der Strecke von und nach Rheine wurde in den 1980er Jahren eingestellt. Mit der Einstellung der Halte der Bahnstrecken Oldenburg–Osnabrück und Delmenhorst–Hesepe wurde der Personenverkehr 1991 komplett aufgegeben.

### Entwicklung im Güterverkehr
Zum 23. Oktober 1989 wurde die Ausfädelungsweiche der Tecklenburger Nordbahn aus der Bahnstrecke Oldenburg–Osnabrück um über einen Kilometer nach Norden verschoben, sodass ab diesem Datum der Bahnhof nicht mehr den Endpunkt der Tecklenburger Nordbahn darstellte. Das parallel zur Bahnstrecke nach Oldenburg geführte Gleis wurde daraufhin entfernt. Der Abzweig zur Piesberger Zechenbahn besteht weiterhin und wurde durch den Lückenschluss zur Hafenbahn Osnabrück 2013 sogar aufgewertet. In Zukunft können Containerzüge vom neuen Containerterminal im Hafen über den Lückenschluss zum Bahnhof Eversburg verkehren.

### Kleinbahnhof
Die Kleinbahn Piesberg–Rheine hatte kein eigenes Empfangsgebäude. Der Güterschuppen der Tecklenburger Nordbahn wurde am 1. März 1982 durch eine Windhose während eines Wintergewitters zerstört. Es gab bis zur Umspurung einen Bahnsteig in der Nähe der Staatsbahn, danach fuhren die Personenzüge direkt in den Staatsbahnhof ein. Alle Anlagen sind entfernt.